# Waldon
Waldon är en ort (CDP) i Contra Costa County i delstaten Kalifornien, USA med 5 133 invånare (2000). Den har enligt United States Census Bureau en area på totalt 1,7 km², allt är land.
1. 1 2  United States Census Bureau, 2010 U.S. Gazetteer Files, United States Census Bureau, 2010, läst: 9 juli 2020.[källa från Wikidata]
2. ↑  United States Census Bureau (red.), United States Census 2010, läs online, läst: 10 maj 2022.[källa från Wikidata]